# Black Splendor
Black Splendor es una variedad cultivar de ciruelo (Prunus salicina), de las denominadas ciruelas japonesas,
Las frutas tienen un tamaño mediano, color de piel predominante negra con hombros de color caoba, pulpa de color rojo remolacha, de textura carnosa crujiente, y sabor agradable muy dulce.

## Sinonimia
- "Black Explendor" en Extremadura.

## Historia
'Black Splendor' variedad de ciruela (Prunus salicina), de las denominadas ciruelas japonesas, desarrollada por el grupo de producción de híbridos de frutas de hueso "USDA ARS" en su centro de California, fue nombrada y puesta su producción en los circuitos comerciales en 2004, como variedad libre de derechos.
Está muy cultivada en la zona de Don Benito, Extremadura (España).
La variedad 'Black Splendor' al momento se ha convertido en una de las variedades de ciruelas de floración más extra temprana de las existentes (superada solo por 'Apolina CR7-53'), pues florece a mediados de marzo y madura a principios de junio.

## Características
'Black Splendor' árbol de porte extenso, vigoroso, semi erguido. Su floración es extra precoz (mediados del mes de marzo), con flores blancas auto polinizable. Polinizadores adecuados 'Pioneer', y 'African Rose' serán eficaces. Las flores deben aclararse mucho para que los frutos alcancen un calibre más grueso.
'Black Splendor' tiene una talla mediana a grande, de forma redondeada, achatada en ambos polos, pudiendo ser de simétrica o disimétrica, con un calibre de 40 a 45mm, presenta semejanzas con la variedad 'Crimson Glo'; sutura muy pronunciada, una línea distinta, epidermis tiene una piel con abundante pruina, el color de su epidermis adquiere diferentes matices de color en el proceso de maduración, de violeta al predominante negra con hombros de color caoba, presenta lenticelas abundantes de tamaño pequeño, claras; pulpa de color rojo remolacha, de textura carnosa, firme, crujiente jugosa, y sabor acidulado muy agradable muy dulce.
Hueso muy adherente de tamaño pequeño, elíptico redondeado, semi globoso, con zona ventral amplia y muy acusada, bastante más ancha en el tercio pistilar, con ligera cresta, surco dorsal muy marcado, con frecuencia interrumpido en la parte central, los laterales bien acusados, y caras laterales rugosas, con aristas en la zona peduncular.
Su tiempo de recogida de cosecha se inicia en su maduración extra temprana durante la primera y segunda decena de junio.

## Usos
Se utiliza para su consumo en fresco, para mermeladas, y en cocina.